# Furchenzahn-Bachratten
Die Furchenzahn-Bachratten (Pelomys) sind eine Nagetiergattung aus der Gruppe der Altweltmäuse (Murinae). Die Gattung umfasst fünf Arten.
Furchenzahn-Bachratten erreichen eine Kopfrumpflänge von 10 bis 21 Zentimetern, hinzu kommt ein 10 bis 18 Zentimeter langer Schwanz. Das Gewicht variiert zwischen 50 und 170 Gramm. Das Fell ist rau, es ist an der Oberseite gelbgrau bis dunkelgrau gefärbt, oft mit einem grünlich irisierenden Stich. Die Unterseite ist weißlich bis hellgrau. Die Nase ist häufig heller als das Gesicht, die Ohren sind mit spärlichen roten Haaren bedeckt. Die oberen Nagezähne sind mit Furchen versehen.
Diese Nagetiere leben im mittleren Afrika, ihr Verbreitungsgebiet reicht von Uganda über die Demokratische Republik Kongo bis nach Angola und Mosambik. Sie leben in Sümpfen und feuchten Grasländern, häufig entlang von Bächen und Flüssen. Je nach Art können sie tag- oder nachtaktiv sein, zur Ruhe ziehen sie sich in selbst gebaute Blätternester oder in Erdbaue zurück. Ihre Nahrung besteht aus Gräsern und Wasserpflanzen.
Es werden fünf Arten unterschieden:
- Pelomys campanae lebt im Westen der Demokratischen Republik Kongo und im westlichen Angola.
- Pelomys fallax ist von Kenia bis Angola und Mosambik verbreitet.
- Pelomys hopkinsi bewohnt das südwestliche Uganda, das südwestliche Kenia sowie Ruanda.
- Pelomys isseli ist auf den Inseln Kome, Bugala und Bunyama im Victoriasee endemisch.
- Pelomys minor lebt in der Demokratischen Republik Kongo und im östlichen Angola.

Die IUCN listet zwei Arten, P. hopkinsi und D. isseli unter „zu wenig Daten vorhanden“ (data deficient), die übrigen drei Arten sind häufig und nicht gefährdet.
Systematisch werden die Furchenzahn-Bachratten innerhalb der Altweltmäuse in die Arvicanthis-Gruppe eingeordnet.